# Dianas legales
Dianas legales es el segundo disco del grupo de punk español Gatillazo, publicado en abril de 2007. Para este trabajo, ya se había realizado el primer cambio en la formación: el bajista Xabi fue reemplazado por Mikel en septiembre del 2006.
El nombre del disco es un juego de palabras, teniendo un nombre similar a Diana de Gales (Lady Di).
También es el primer álbum del grupo con la discográfica Maldito Records, la cual se había encargado de editar los últimos trabajos de  La Polla.

## Lista de canciones del CD
1. "Parques y jardines"
2. "La fuga del rocker"
3. "¿Eres tú?"
4. "Fetos secundarios"
5. "Tranvía procedente de Miranda con destino Irún va a efectuar su salida"
6. "Aguinaldo"
7. "África, tu colonia favorita"
8. "Ni hablar del peluquín"
9. "Con perdón"
10. "Pánfilo panfleto ataca de nuevo"
11. "Bisturí"
12. "Pijos powers"
13. "1 tanamera"
14. "Perjudicados"
15. "La gran engañada"
16. "Aviso de despido al planeta Tierra"
17. "Hsuicidio"
18. "Ridículo"
19. "Vendido"
20. "Abuelito" (Bonus track)

## Personal
- Voz: Evaristo
- Guitarra: Txiki
- Guitarra: Osoron
- Bajo: Mikel
- Batería: Tripi